# Мухамедов, Джалалидин Мухамедович
Джалалидин Мухамедович Мухамедов (тадж. Ҷалолиддин Муҳамадов, 10 февраля 1920, кишлак Камышкурган Бободарханской волости (Ашт) Наманганского уезда Ферганской области, Туркестанская АССР, РСФСР — 26 августа 1981, Таджикская ССР) — советский, таджикский государственный деятель, 1-й секретарь Шаартузского райкома КП Таджикистана (1970—1981), 1-й секретарь Куйбышевского райкома КП Таджикистана (1961—1970). 

## Биография
Мухамедов Джалалидин родился 10 февраля 1920 г. в кишлаке Камышкурган, Бободарханской волости (Ашт) Наманганского уезда, Ферганская область, Туркестанская АССР в составе РСФСР (ныне Таджикистан) в семье земледельца, участника партизанского движения в борьбе с басмачеством. Таджик по национальности, член ВКП(б) с 1951 года, выпускник агрономического факультета Таджикского сельскохозяйственного института (1962).
Свою трудовую деятельность Мухамедов Джалалидин начал в 1941 году учителем в школе им А. С. Пушкина Куйбышевского района Сталинабадской области, Таджикская ССР.
С 1942 по 1944 годы участник Великой Отечественной войны (Волховский фронт, 372-я резервная дивизия. Синявино), в 1944 году был тяжело ранен в бою после чего был демобилизован из Красной армии, затем вернулся на родину.
С 1944 по 10.1947 годы работал бухгалтером колхоза «XVIII партсъезда» Куйбышевского района (ныне район Абдурахмана Джами), Курган-Тюбинская область.
С 10.1947 по 03.1951 годы работал председателем колхоза имени Ворошилова Куйбышевского района.
С марта 1951 по июль 1951 годы заместитель председателя колхоза имени Сталина Куйбышевского района.
С 07.1951 по 10.02.1955 затем председателем колхоза имени М. Горького Куйбышевского района.
С 10.02.1955 по 24.05.1961 председатель колхоза «Уялы» Куйбышевского района (с 24.08.1955 по 29.12.1973 район был передан в непосредственное подчинение республиканским органам).
С 24.05.1961 по 04.01.1963 годы работал первым секретарём Куйбышевского райкома КП Таджикистана.
На состоявшейся 4 января 1963 года первой партийной конференций партийных организаций Куйбышевского производственного колхозно-совхозного управления избран членом партийного комитета Куйбышевского производственного колхозно-совхозного управления, избранный партийный комитет был с правами райкома партии вместо упраздненного на этот период Куйбышевского райкома партии (04.01.1963-12.01.1965):

Выписка из протокола № 12 от «6» февраля 1963 г. «Утвердить тов. Мухамедова Д. секретарём партийного комитета Куйбышевского производственного колхозно-совхозного управления. Секретарь ЦК КП Таджикистана (Д. Расулов)»
С 12 января 1965 по декабрь 1970 годы вновь был избран первым секретарем Куйбышевского районного комитета КП Таджикистана.
С 12.1970 по 26.08.1981 годы был избран первым секретарем Шаартузского райкома КП Таджикистана Курган-Тюбинской области. Заслуженный агроном Таджикской ССР (1980).
В сентябре 1961 г. на XIV, в декабре 1963 г. на XV, в феврале 1971 г. на XVII, в январе 1976 г. на XVIII и в январе 1981 г. на XIX съездах КП Таджикистана был избран членом ЦК Компартии Таджикистана (1961—1966; 1971—1981), депутат Верховного Совета Таджикской ССР с 1961 по 1966 гг. и 1971 по 1981 гг. (6-10 созывов), являлся членом Президиума Верховного Совета Таджикской ССР (1971—1981).
Мухамедов Джалалидин скончался 26 августа 1981 года в Шаартузе, похоронен в г. Душанбе.

## Общественная деятельность
- избирался членом ЦК КП Таджикистана на XIV, XV, XVII, XVIII и XIX съездах КП Таджикистана,
- являлся депутатом Верховного Совета Таджикской ССР (6-10 созывов), членом Президиума Верховного Совета Таджикской ССР (1971—1981)[2].

## Награды и звания
- три Орден Ленина (1971; 1973; 1976),
- Орден Октябрьской Революции (1981),
- два Орден Трудового Красного Знамени (1965, 1968),
- Орден «Знак Почёта» (1954),
- Орден Отечественной войны II степени (1975),
- «За боевые заслуги» (1945),
- «За победу над Германией в Великой Отечественной войне 1941—1945 гг.» (1946),
- Медаль «За доблестный труд в Великой Отечественной войне 1941—1945 гг.» (1947),
- «Двадцать лет Победы в Великой Отечественной войне 1941—1945 гг.» (1965),
- «50 лет Вооруженных Сил СССР» (1968),
- За доблестный труд (1970),
- «Тридцать лет Победы в Великой Отечественной войне 1941—1945 гг.» (1975),
- «60 лет Вооружённых Сил СССР» (1978),
- «За трудовое отличие» (1949),
- Заслуженный агроном Таджикской ССР (1980),

Награждён Почётными грамотами Президиума Верховного Совета Таджикской ССР (1964; 1970).

## Семья
- Отец — Яминов Мухамедбобо (тадж. Муҳамадбобо Яминов (1865—1943) — был земледельцем, командир партизанского отряда, активный участник ликвидаций басмаческих банд: Рахманкула курбаши; Кабаяра; Пангазкого курбаши Ирмата «пансат»; Абдулназар юзбаши и Масаид юзбаши, был председателем Аштского волостного исполкома Наманганского уезда (1917—1925). Мать — Мадумарова Кароматбиби (1896—1967) — работала колхозницей колхоза им Ворошилова.
- Жена — Мухамедова Тошибиби урождённая Икромова Тошибиби (1927—2012) — мать-героиня, работала колхозницей им Ворошилова. Сыновья: Мухамедов Фахриддин (1949—1978) — работал ответственным работником организационного отдела Курган-Тюбинского обкома КП Таджикистана; Мухамедов Садриддин (род. 1951); Мухамедов Нуриддин (род. 1953) — работал зам председателя Госагропрома Таджикской ССР, одновременно начальник Главного управления по производству и переработки продуктов животноводства (1988—1991); Мухамедов Сироджиддин Джалолиддиновича (род. 1955) — выпускник Таджикского сельскохозяйственного института (1977), первый зам. гендиректора Леса производственного объединения ТаджССР (1993—1995)[5]; Мухамедов Фатхиддин (1962—1983) — зав. мастерским совхоза «Киргизстан» (1982—1983); Мухамедов Хайриддин (род. 1966) — работает в представительстве компании Komatsu в Таджикистане. Дочери: Мухамедова Рискиниссо (род. 1947) — работала директором ср. школы № 1 им Фирдавси Куйбышевского района; Мухамедова Туфаниссо (род. 1957) — работала преподавателем географии ср. школы г. Курган-Тюбе, проживает в г. Душанбе; Мухамедова Бахриниссо (род. 1959) — врач Центрального военного клинического госпиталя им. П. В. Мандрыка Минобороны РФ, г. Москва; Мухамедова Мавджиниссо (род. 1964) — работает лор-врачом в семейной клинике «Чудо-Доктор», Москва[5].

## Память
- В Куйбышевском районе (ныне Район Абдурахмана Джами Хатлонской области РТ) его именем названа улица в пгт Куйбышевск (1982).
- В Бешкентском районе Таджикской ССР (ныне Носири-Хусравском районе РТ) его имя носил совхоз № 5, теперь Ассоциация дехканского хозяйства (1982).
- Документальный фильм «Шаартуз Таджикская ССР 1978 год».